# Ariane 6

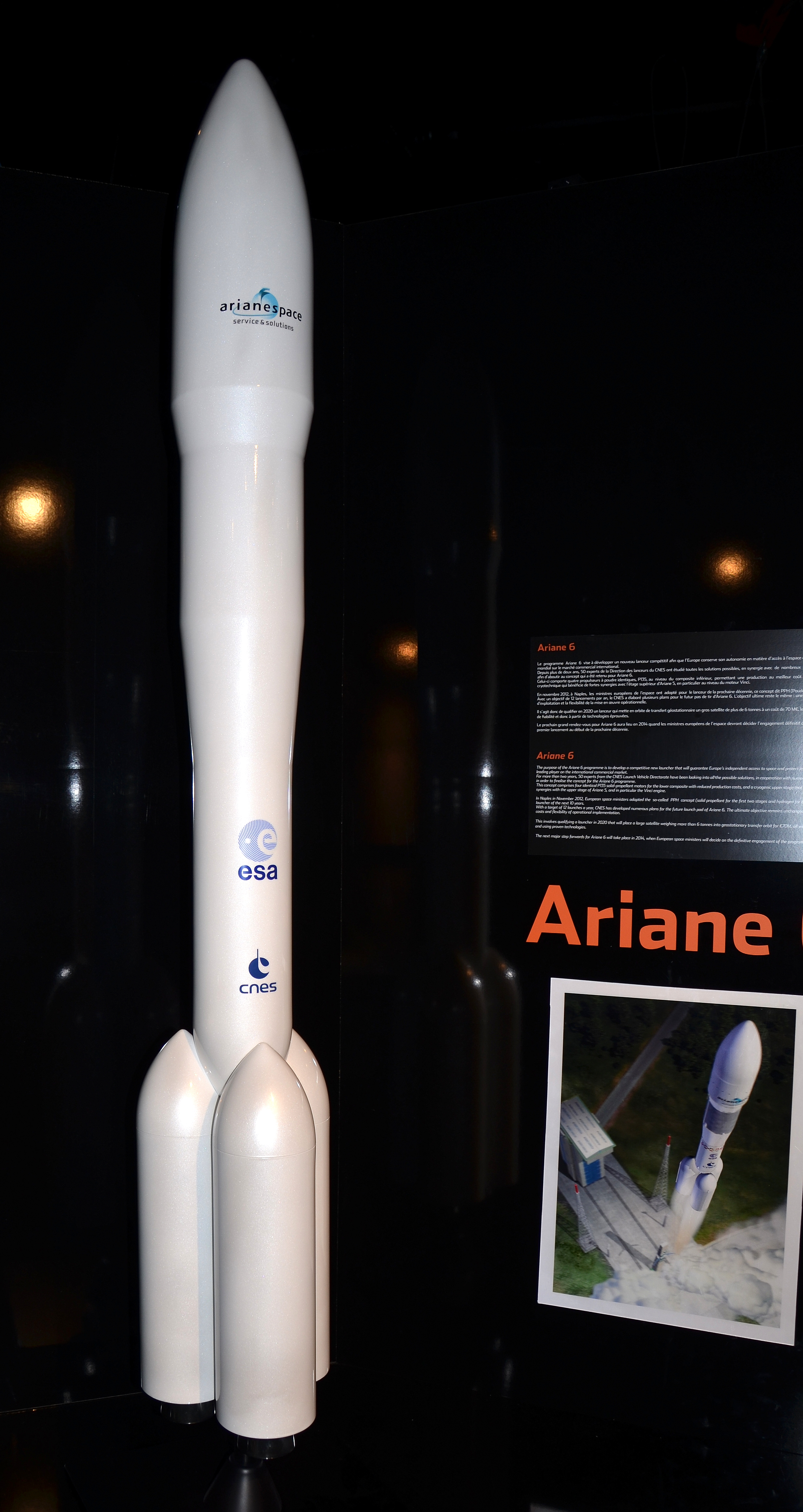
Maquete do foguete Ariane 6

O Ariane 6 é um veículo de lançamento desenvolvido pela Agência Espacial Europeia para substituir o veículo de lançamento Ariane 5, e é o mais novo membro da família de veículos de lançamento Ariane. A ESA finalizou o projeto preliminar do foguete da próxima geração; O Ariane 6 é um foguete mais flexível, menor, com o mesmo diâmetro da carenagem de carga do Ariane 5 e será capaz de lançar um único satélite de 3 a 6,5 toneladas para uma órbita de transferência geoestacionária. O veículo tem um desenho de três fases no qual a primeira fase usa três motores de combustível sólido idênticos numa configuração lado-a-lado, o segundo estágio utiliza um único motor de foguete sólido idêntico montado por cima da primeira fase, a terceira etapa tem um motor de criogênico líquido para permitir a órbitas complexas e alta. Os quatro motores da primeira e segunda fase transportam cada 135 toneladas de propelente sólido e tem uma massa vazio de 10 toneladas.[carece de fontes?]
O primeiro lançamento descolou com sucesso da Guiana Francesa em julho de 2024. O foguete europeu levou a bordo um nano-satélite português que vai ficar sobre a Estação Espacial Internacional, numa órbita a 580 quilómetros de altitude.

## História do Desenvolvimento

A variante PPH proposta.

Em 2012, estudos detalhados de definição foram financiados. A ESA em 2014 vai decidir sobre o financiamento integral, o que poderia levar a um lançamento em torno de 2021. O presidente do Centro Aeroespacial Alemão, comentou que, enquanto a construção do Ariane 6 em um único local seria muito mais eficiente, mas "então ele não seria mais um lançador europeu. Ele seria um lançador francês ou alemão. Portanto, a discussão sobre a distribuição industrial é uma das questões centrais para o próximo lançador da Europa. Que será uma coisa difícil de resolver".
Um novo local para a plataforma de lançamento na Guiana Francesa foi selecionado, e a conclusão do projeto Ariane 6 em julho de 2013 era esperado para lançar o projeto da plataforma de lançamento. A CNES pretende lançar o Ariane 6, no mínimo, oito vezes por ano, com o objetivo de apoiar doze lançamentos anuais.
A meta de "produção e operações vai custar" para o sistema de lançamento será de 70 milhões de euros por lançamento, uma redução de 30% no custo de lançamento de um equivalente de 6,5 toneladas de carga útil no Ariane 5, embora este não seja necessariamente o preço em que os lançamentos do Ariane será oferecido aos  clientes.
Se o desenvolvimento for aprovado em 2014, o Ariane 6 poderia fazer seu primeiro voo em 2021-22. O desenvolvimento está projetado para custar 4.000 milhões de euros, a partir de maio de 2013.
O Ariane 6 foi lançado pela primeira vez no dia 9 de julho de 2024.